# Antoni Śledź
Antoni Czesław Śledź (ur. 2 lutego 1901 w Łodzi, zm. 29 kwietnia 1979 w Rawie Mazowieckiej) – polski piłkarz, napastnik.
Był długoletnim zawodnikiem ŁKS. W reprezentacji Polski wystąpił tylko raz, w rozegranym 31 sierpnia 1924 spotkaniu z Węgrami, które Polska przegrała 0:4.